# ماتياس ميدينا
ماتياس ميدينا (بالإسبانية: Matías Medina)‏ (11 أبريل 1998 في الأرجنتين - ) هو لاعب كرة قدم أرجنتيني في مركز الوسط.

## وصلات خارجية
- ماتياس ميدينا على موقع قاعدة بيانات كرة القدم.إي يو (الإنجليزية)
- ماتياس ميدينا على موقع Soccerway.com (الإنجليزية)